# Flor Aguilera
Flor Aguilera García (Ciudad de México, 1971) es una escritora mexicana. Es autora de más de treinta novelas, libros de cuento y poesía, publicados en  México, Argentina y Estados Unidos. Se ha especializado en literatura para niños y jóvenes adultos. 
En 2024, su biografía sobre Fernando Pessoa: Los más geniales amigos imaginarios,  publicada por la editorial mexicana CIDCLI, ganó el premio del Banco del Libro a ‘'Mejor libro Ilustrativo’”, así como el premio de la Cámara Nacional de la Industria Editorial Mexicana a ‘'Mejor libro Infantil del año en tapa dura”. Ese mismo año salió Señales del fin del mundo, una novela para jóvenes lectores, publicada por la editorial de la  Universidad de Nuevo León. También salió a la venta Detectives de la noche, un cuento ilustrado para niños, publicado por el Fondo Editorial de la Universidad de Sonora. 
En 2020 Flor Aguilera lanzó el podcast sobre poetas del mundo y su obra, llamado Como Pizarnik en Paris

## Reseña biográfica
Flor Aguilera García nació en la Ciudad de México, pero a los siete años emigró con su familia a los Estados Unidos. Así inició un recorrido que la ha llevado a vivir en siete países y ocho ciudades del mundo, incluyendo Shanghái, Londres y Sídney. Estudió periodismo en la Escuela de Periodismo Carlos Septién García en México; Historia del Arte y Literatura Inglesa en la Universidad de Toronto, donde participó en el Encuentro de Escritores Iberoamericanos en 1994. En 2001 obtuvo la Maestría en Relaciones Internacionales en la Universidad de París, Francia, donde recibió el Premio René Cassin por Excelencia Académica.
De 2004 a 2006 asistió a la Escuela Dinámica de Escritores. 
En 2006 obtuvo la beca de Residencias Artísticas en el Extranjero, auspiciada por el FONCA y Conseil des arts et des lettres du Québec (CALQ), para una estancia en Montreal, Quebec, con un proyecto de poesía que resultó en el libro As the Audience Begs for a Ferocious Tango, publicado en 2009 por la editorial San Francisco Bay Press. En 2012 le fue otorgada la misma beca para una residencia en el Centro Banff para las Artes, en Alberta, Canadá, que tuvo como resultado el libro El día que explotó la abuela, publicado ese mismo año por Alfaguara Infantil y Juvenil. En 2019 regresó al Centro Banff para las Artes, donde escribió la novela Señales del fin del mundo, publicada por la editorial de la Universidad Autónoma de Nuevo León, en 2024. 

En 2015, estrenó la obra de teatro Somos Beat. Ella escribió la obra y dirigió la primera puesta en escena.
Además de presentar y firmar libros en varias ferias de libro en México, ha participado en encuentros internacionales de poesía como el Festival de Trois-Rivières en Quebec, Festival de Noches de poesía en Curtea de Arges, Rumania, Festival internacional de Cartagena de Indias, Colombia y Poetas Laureados de América en Estados Unidos. 
En 2017 participó en el Festival Iberoamericano de Literatura Infantil y Juvenil en Madrid, España, en la mesa sobre literatura juvenil.
Ha colaborado en las revistas: El puro cuento y Tierra Adentro. En Life and Style y en Chilango trabajó como crítico de cine durante dos años.
En 2020 inició su podcast de poesía “Como Pizarnik en París”, bajo la plataforma de Spotify. 

### Literatura infantil y juvenil, Novela
- Diario de un ostión, Alfaguara Juvenil, México, 2005.
- Mi vida de rubia, Alfaguara Juvenil, México, 2008.
- El hombre lobo es alérgico a la luna, Alfaguara Juvenil, México 2011.
- Cuando Plutón era un planeta, Alfaguara Juvenil, México, 2014
- Para que sepas qué hacer conmigo, Planeta de libros, Editorial Planeta, México, 2018.
- Todas las palabras son tuyas, Loqueleo, Santillana, México, 2018.
- Jane sin prejuicio, Editorial Castillo McMillan, México, 2020
- Señales del fin del mundo, Universidad Autónoma de Nuevo León, México, 2024

### Literatura infantil y juvenil, Cuento
- Ponle play, Alfaguara Juvenil, México, 2012.
- El día que explotó la abuela, Alfaguara Infantil, México, 2013
- Domingos en Piyama, Planeta de libros, Editorial Planeta, México, 2018.
- Elefante a la vista, Editorial Edelvives, México, 2019.
- El octavo día, Editorial Planeta, Planeta lector, México, 2020
- Si tuviera una hermana, Editorial Edelvives, México, 2021.
- Los cavernícolas de arriba, Planeta Lector, Editorial Planeta, México, 2022.
- Ven te leo, CIDCLI, México, 2023.

### Biografía
- Los más geniales amigos imaginarios, Fernando Pessoa y sus heterónimos CIDCLI, México, 2024.

### Libro Álbum ilustrado
- Antes de mi, Loqueleo, Editorial Santillana y Secretaría de Cultura, México, 2016. Ilustrado por Leonor Pérez.
- Tiempo de robots, Edelvives, México, 2018. Ilustrado por Jorge Onder Villalobos.
- Detectives de la noche, Fondo Editorial Universidad de Sonora, México, 2024. Ilustrado por Carolina Palafox.

### Novela
- El pasado es un extraño país, Suma de letras, 2013.
- Jack decía que su hermano era el mar, Suma, Penguin Random House Mondadori, 2015.

### Poesía
- El último vuelo fue a Shanghái, Editorial Praxis, México, 2002.
- El sacrificio de los lirios, Editorial Praxis, México, 2003.
- Cincuenta y cinco cuadros por segundo, Editorial Praxis, México, 2005.
- Butoh, Editorial Tinta Nueva, México, 2008.
- Ellos conocen el silencio, Buenos Aires Poetry, Argentina, 2022.

### Poesía en inglés
- As the Audience begs for a Ferocious Tango, San Francisco Bay Press, Estados Unidos, 2009.
- Seasons of Sharing, con Carolyn Foronda y Joyce Brinkman, Leapfrog Press, Estados Unidos, 2017.
- Catena Poetica, An International Collaboration, con Gabrielle Glang, Carolyn Foronda y Joyce Brinkman, Frontline Press, Estados Unidos, 2022.
- Playing Authors, Old Iron Press, Estados Unidos, 2023.

### Teatro
- Somos Beat, 2015.

### Traducción literaria
- The eyes and the impossible, del autor Dave Eggers. Traducido al español para Editorial Planeta México, con el título “Los ojos y lo imposible”. México, 2024.

## Distinciones
- Premio René Cassin. Paris, 2000.
- Banco del libro, 2024. En su edición número 44, “Los más geniales amigos imaginarios” gana mejor libro ilustrativo.
- Premio al arte editorial de la Cámara Nacional de la Industria Editorial Mexicana 2024 para “Los más geniales amigos imaginarios”. Gana Mejor Libro Infantil en tapa dura.